# Wassili Petrowitsch Jegorschin
Wassili Petrowitsch Jegorschin (russisch Василий Петрович Егоршин; * 14. Dezember 1898 in Kuvakino, Gouvernement Simbirsk; † 1985) war ein sowjetischer Physiker und Philosoph.
Jegorschin begann 1916 ein Studium an der Kasaner Universität. Er war schon seit 1915 in verschiedenen revolutionären Parteien aktiv, zunächst im Untergrund, nahm in Alatyr an der Februarrevolution 1917 teil und wurde dort in den Arbeiter- und Soldatenrat gewählt. Ab 1918 übernimmt er verschiedene Ämter als Bildungsfunktionär, unter anderem als Leiter des Provinzdepartements für nationale Bildung in Barnaul.
1921 kehrte er nach Moskau zurück und nimmt seine naturwissenschaftlichen Studien wieder auf. Seine Forschungsinteressen konzentrieren sich auf die Anwendung der marxistischen Methodologie auf die Naturwissenschaften. Er gehörte zu den ersten Lehrkräften am Institut der Roten Professur. Er propagandierte die Theorie des dialektischen Materialismus unter Studenten und Wissenschaftlern. über die gesamten 20er Jahre war Jegorschin Mitglied der philosophischen Sektion der Kommunistischen Akademie, Mitglied mehrerer wissenschaftlicher marxistischer Gesellschaften und regelmäßiger Mitarbeiter der Zeitschriften Unter dem Banner des Marxismus und Naturwissenschaft und Marxismus. In den Jahren 1927–1928 war er Sekretär der Fakultät für Physik und Mathematik an der Moskauer Staatlichen Universität (MSU), wo er seit 1927 auch wissenschaftlicher Mitarbeiter im Forschungsgebiet der Geschichte und Philosophie der Naturwissenschaften war. 1928 ging er auf Weisung der KPdSU nach Nowotscherkassk und war dort bis 1929 Rektor der Südrussischen Staatlichen Technischen Universität, bis er als stellvertretender Chef der Hauptabteilung Wissenschaft des Volkskommissariats für Bildung der Russischen SFSR wieder nach Moskau zurückkehrte.
Im April 1930 wurde er Professor an der Moskauer Staatlichen Universität (MSU) und dort 1931 Vollmitglied des Forschungsinstituts für Physik (NIIPh). Im August 1932 wechselte er auf den Posten des leitenden Ingenieurs am Zentralen Aerohydrodynamischen Institut.
In einem Aufsatz von 1931 kritisierte Jegorschin den damaligen Direktor des Physikalischen Instituts der MSU, Boris Gessen, wegen Mangels an „bolschewistischem Geist“. Gessen fiel 1936 den stalinistischen Säuberungen zum Opfer. 1933 wurden Jegorschins philosophischen Ansichten von Igor Tamm kritisiert.
1936 wurde Jegorschin aus der KPdSU ausgeschlossen und erst 1957 wieder aufgenommen. Jegorschin war auch in der Zeit seines Ausschlusses aus der KPdSU an verschiedenen Moskauer Instituten als Lehrer und Forscher tätig.
Jegorschin war auch als Wissenschaftshistoriker tätig, u. a. mit einer Dissertation über Galileo oder als Herausgeber und Übersetzer von historisch bedeutsamer wissenschaftlicher Arbeiten wie z. B. von Johann Bernoulli, Leonhard Euler oder Jean D’Alembert.